# Cartea (Grecia)

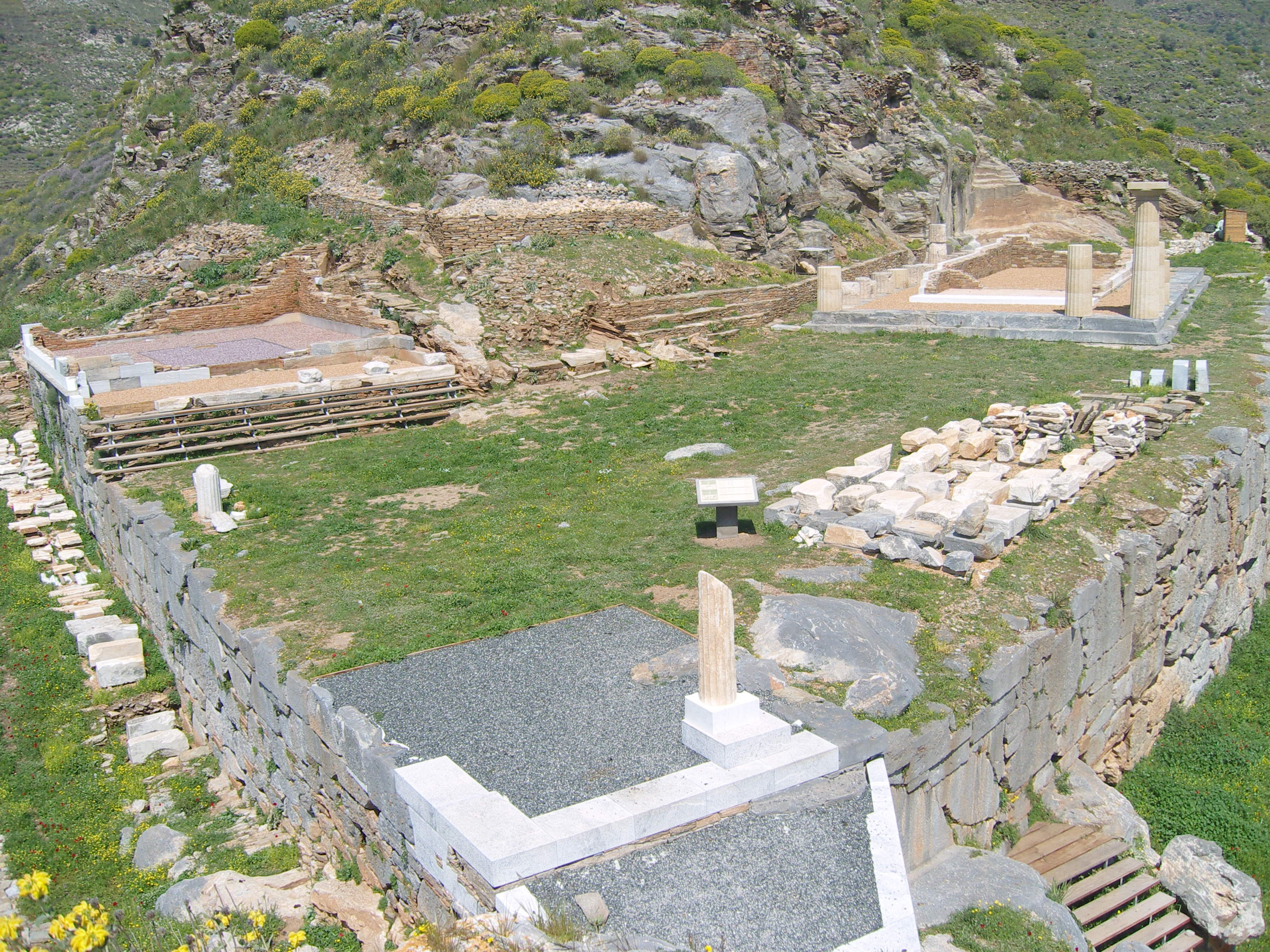
Vista de restos de la antigua Cartea.

Cartea (en griego, Καρθαία) es el nombre de una antigua ciudad griega de la isla de Ceos. 

## Historia y arqueología

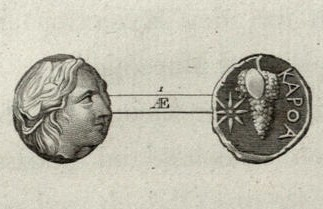
Moneda antigua de la ciudad de Karthaia, isla de Kea, Grecia. Cara: tente bacchique couronnée Pile: grappe de raisin entre une étoile et les lettres KA P ⁇ A

Estrabón la menciona como una de las cuatro ciudades de la isla, junto con Coresia, Peesa y Yulis. Cartea incorporó más tarde el territorio de Peesa.
Sus restos fueron investigados por primera vez en 1811 por el arqueólogo danés Peter Oluf que descubrió varias inscripciones. Posteriormente se han realizado varias campañas de excavaciones: en el año 1902 fueron dirigidas por la Escuela Arqueológica Francesa; e instituciones griegas dirigieron otras campañas que tuvieron lugar en la década de 1960, en el periodo 1987-1995 y en el período 2002-2008.
Los hallazgos de las excavaciones pertenecen a periodos comprendidos entre el periodo geométrico y el de los primitivos cristianos.
La acrópolis estaba protegida por una muralla construida con grandes bloques de piedra entre los siglos VI y IV a. C. con puertas y torres. El principal templo era el de Apolo Pitio, de estilo dórico, erigido en torno al 530 a. C. Se conservan testimonios epigráficos que indican su importancia. Había otro templo dórico que se cree que estaba dedicado a Atenea. Muchos de los objetos encontrados aquí se conservan en el Museo Arqueológico de Ceos. Se conservan restos de otro edificio posterior, de aproximadamente el 300 a. C., dórico y próstilo, cuya función se desconoce.
También se han encontrado restos del teatro y del puerto de la antigua ciudad, así como de otro templo en una colina cercana y de tumbas y un sistema para el suministro de agua. Este último fue utilizado en los periodos helenístico y romano.